# پارک ملی کلیمانجارو
پارک ملی کلیمانجارو (انگلیسی: Kilimanjaro National Park) یک پارک ملی در کشور تانزانیا است.
این پارک که وسعت آن ۱۶۸۸ کیلومتر مربع است در سال ۱۹۷۳ تأسیس شده و در سال ۱۹۸۷ در فهرست میراث جهانی یونسکو ثبت گردیده‌است.
در پارک ملی کلیمانجارو حیواناتی همچون خرگوش‌های کوهی درختی، غزالک معمولی، گاومیش آفریقایی، فیل بیشه آفریقایی، میمون آبی، میمون بی‌شست سیاه و سفید، شب‌دوست و پلنگ آفریقایی زیست می‌کنند.

## نگارخانه

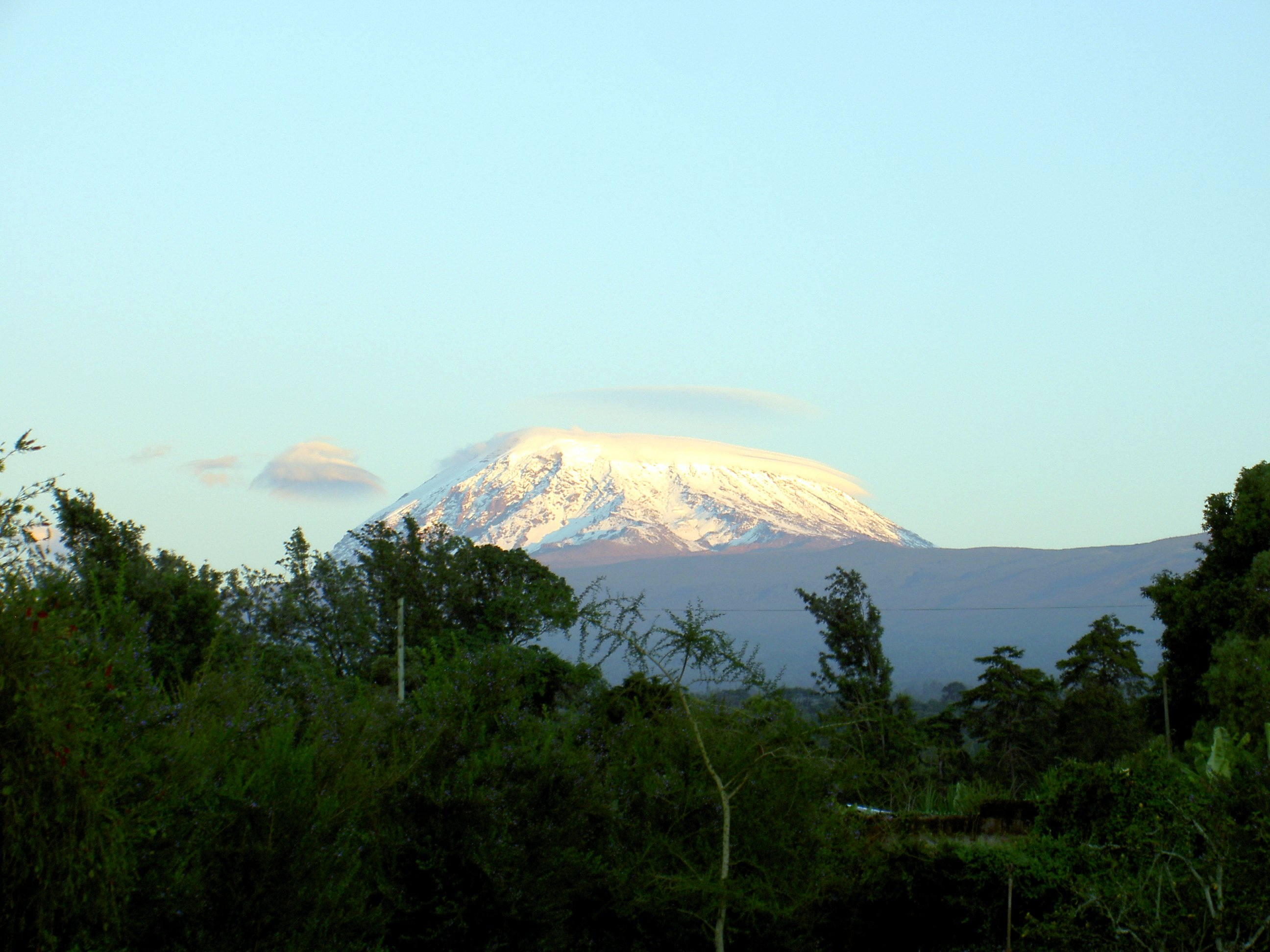
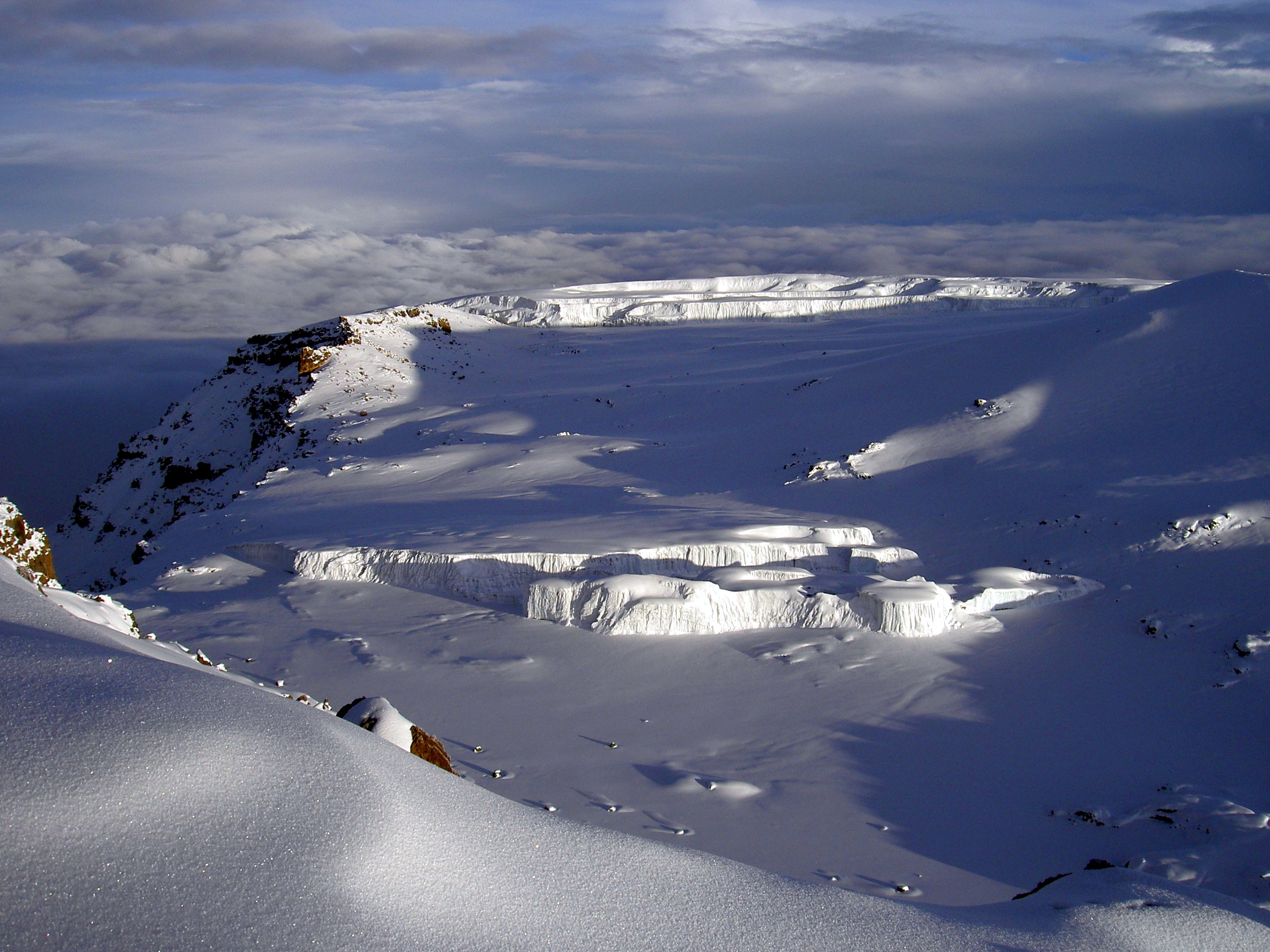
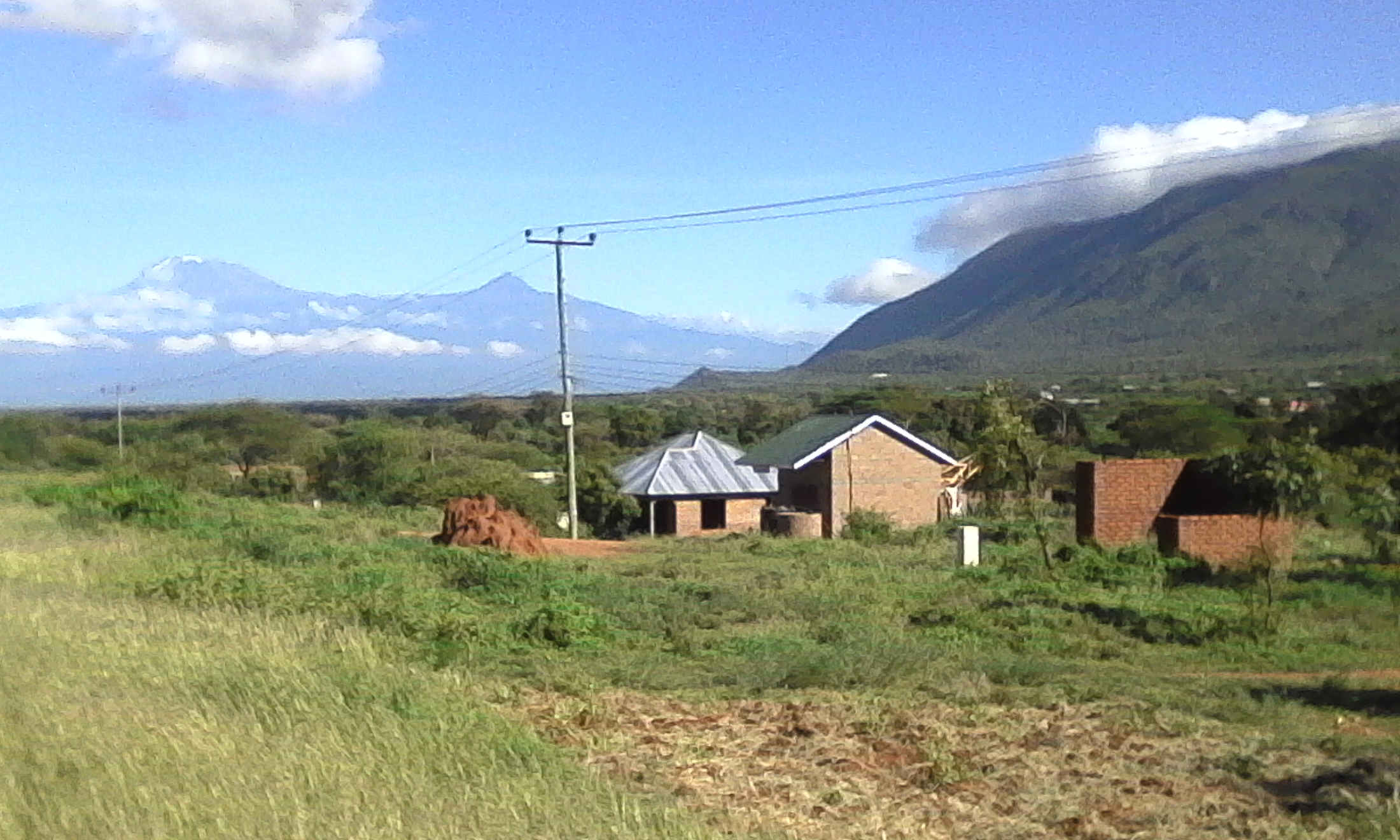
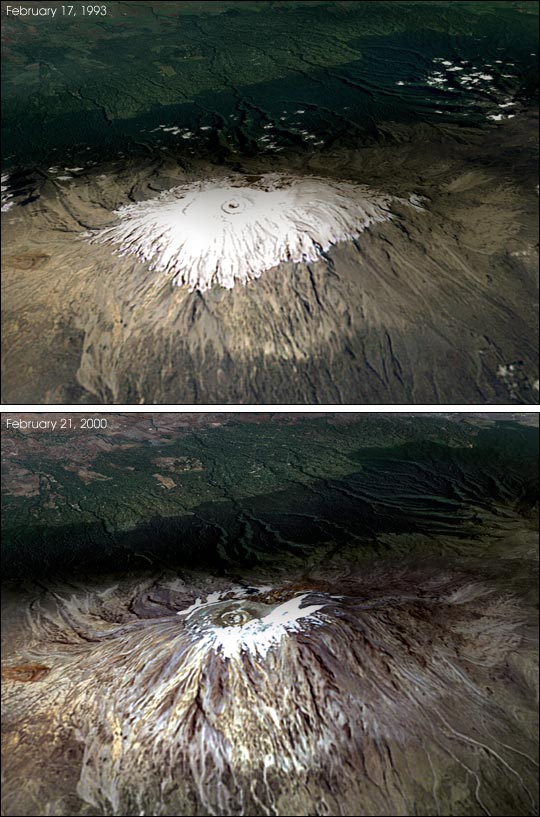
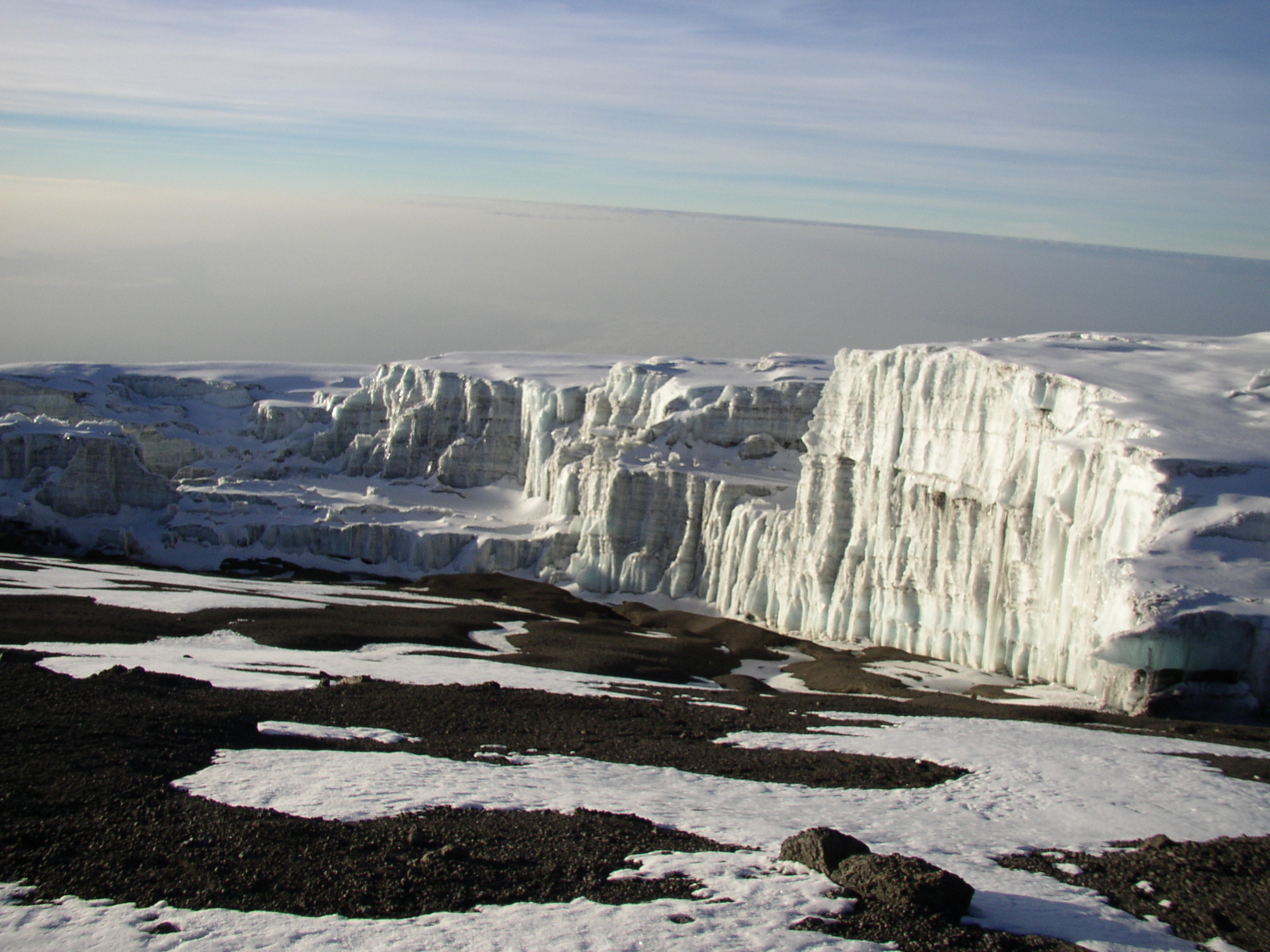
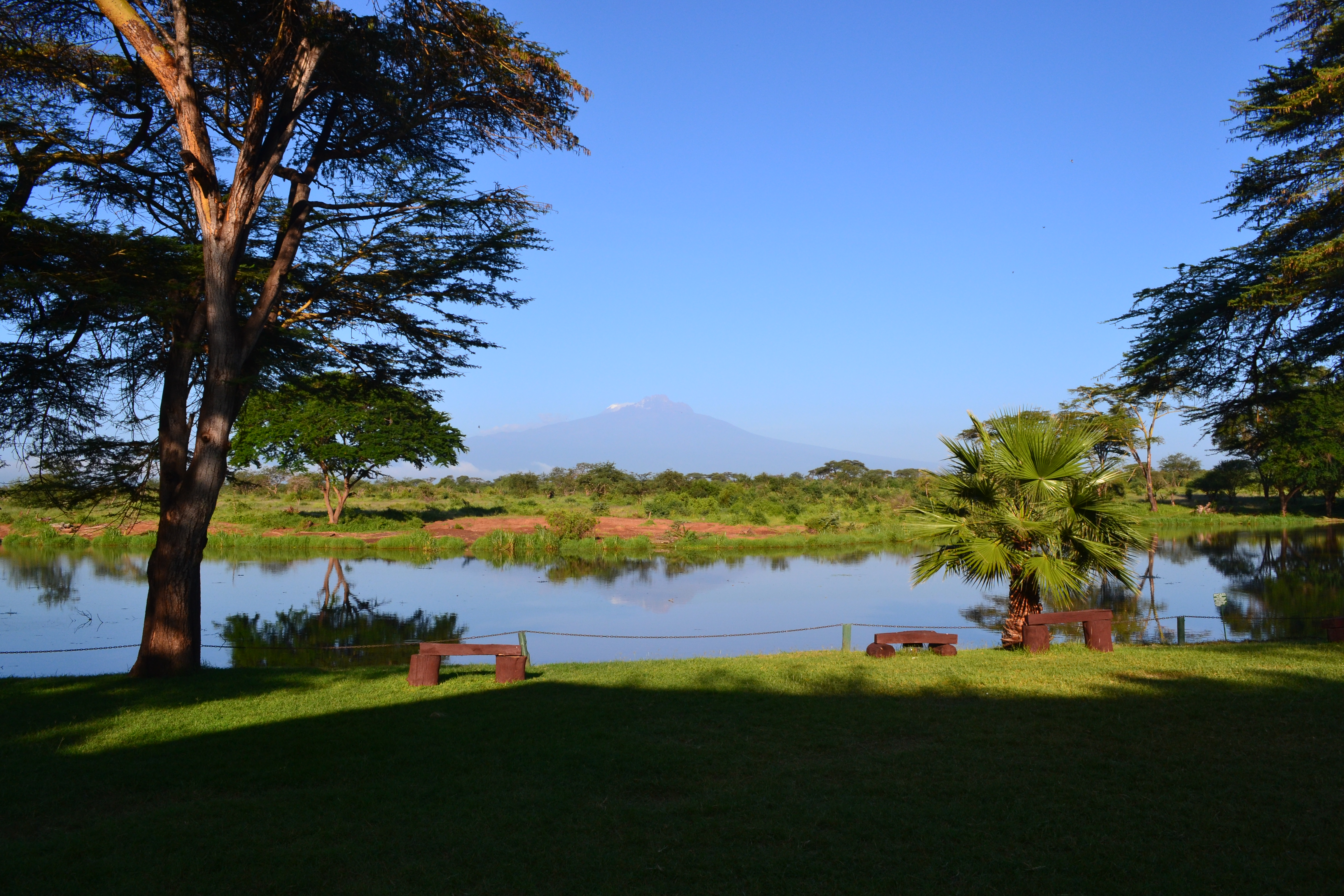
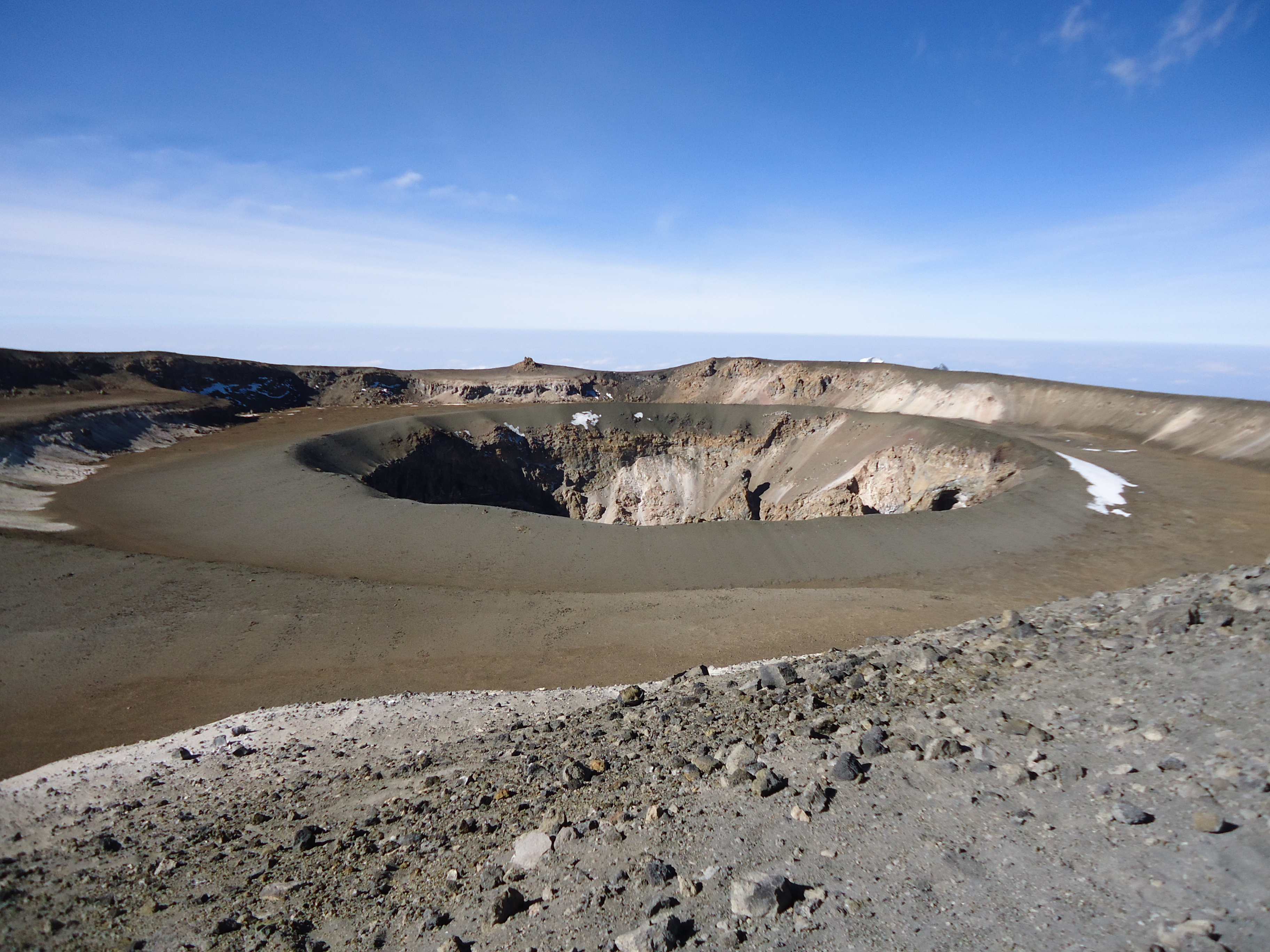
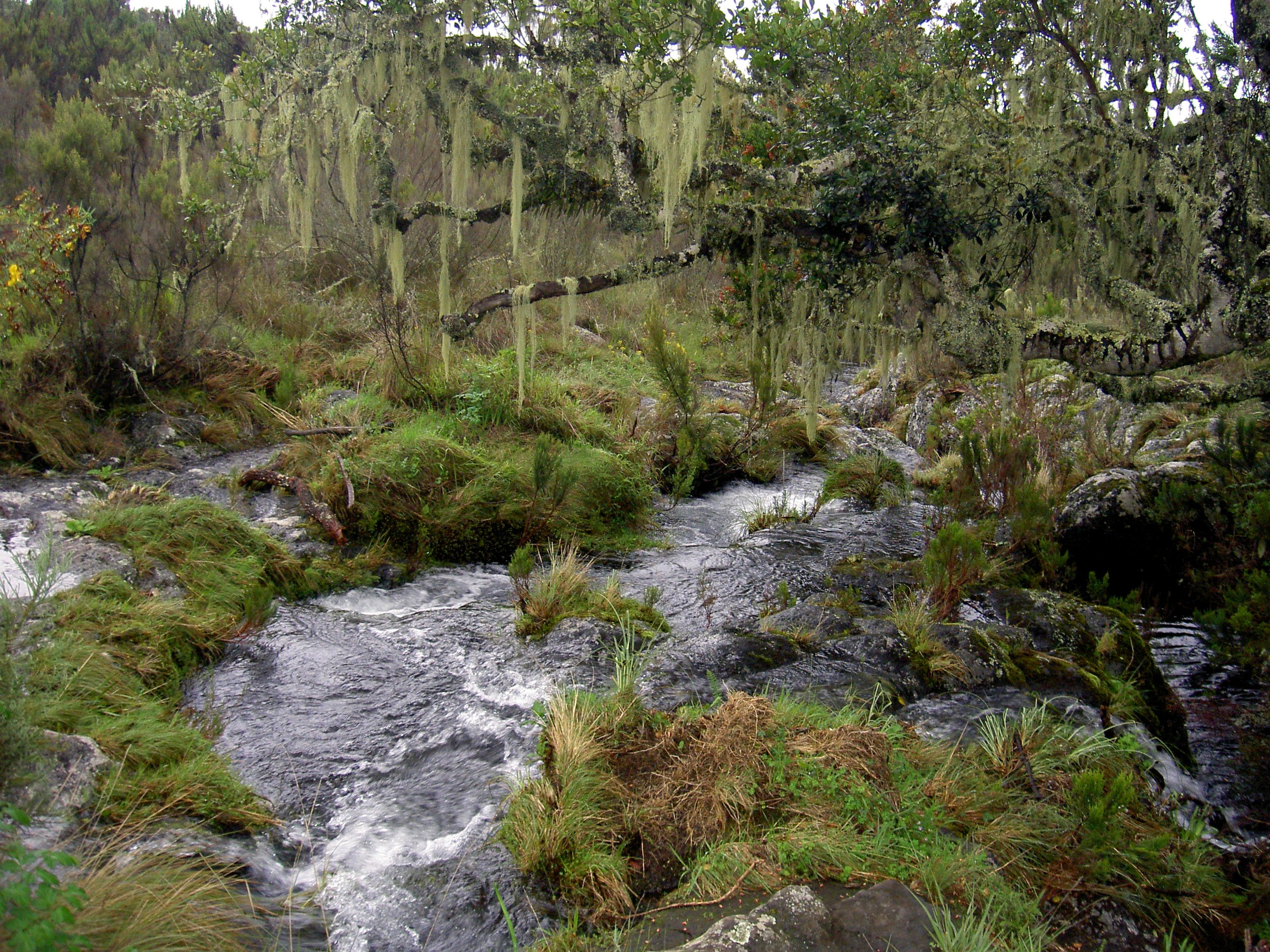
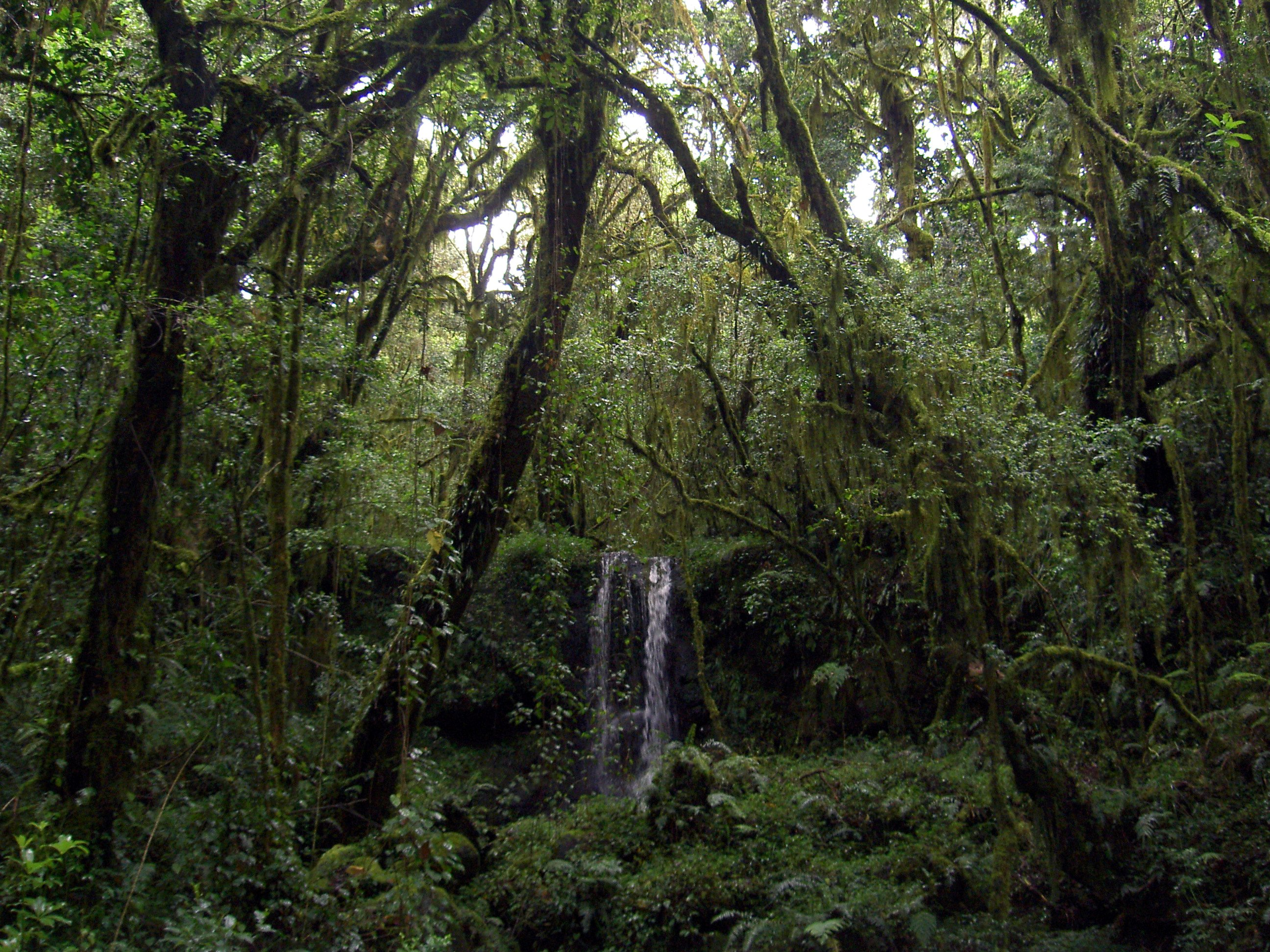
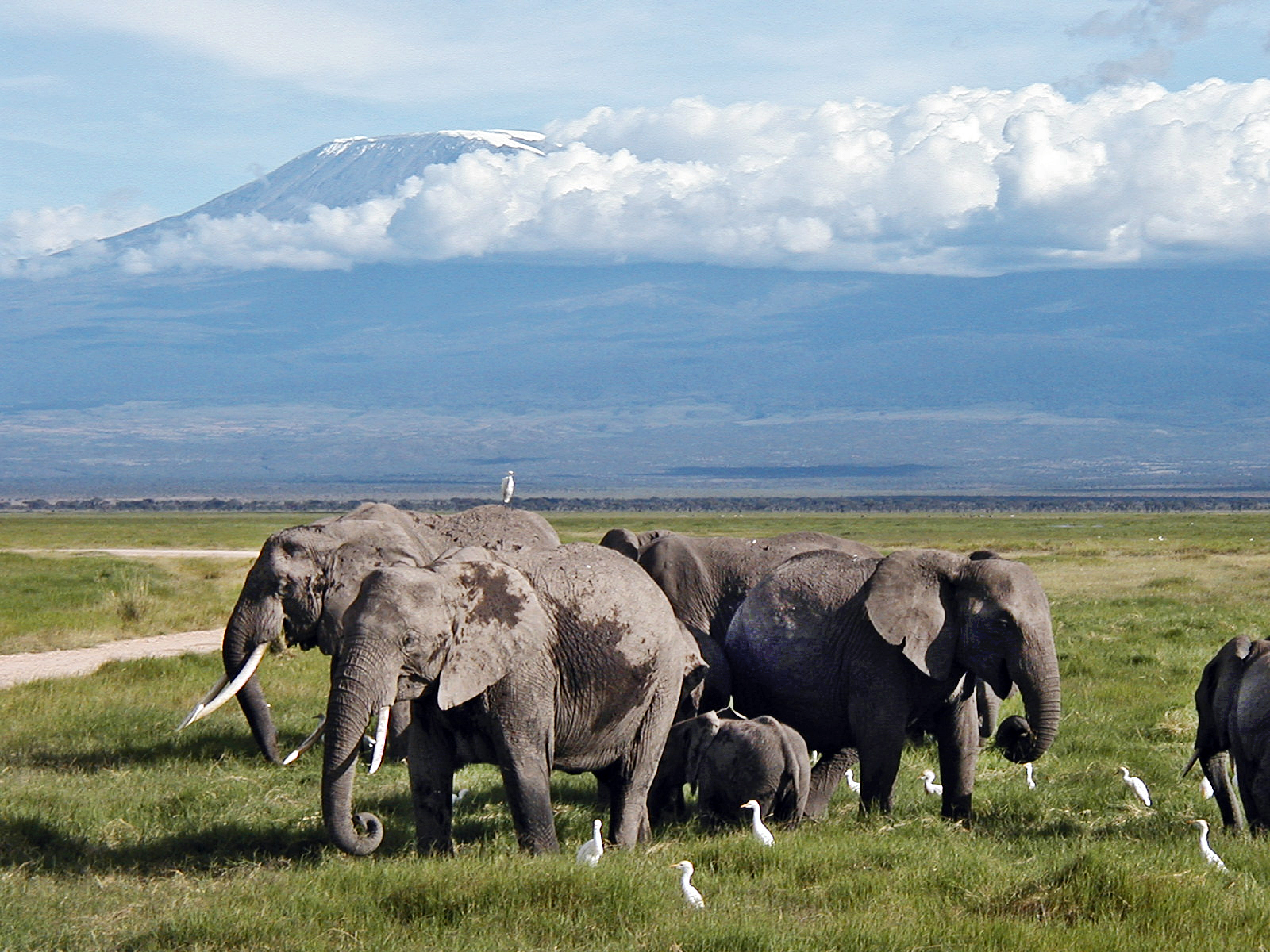
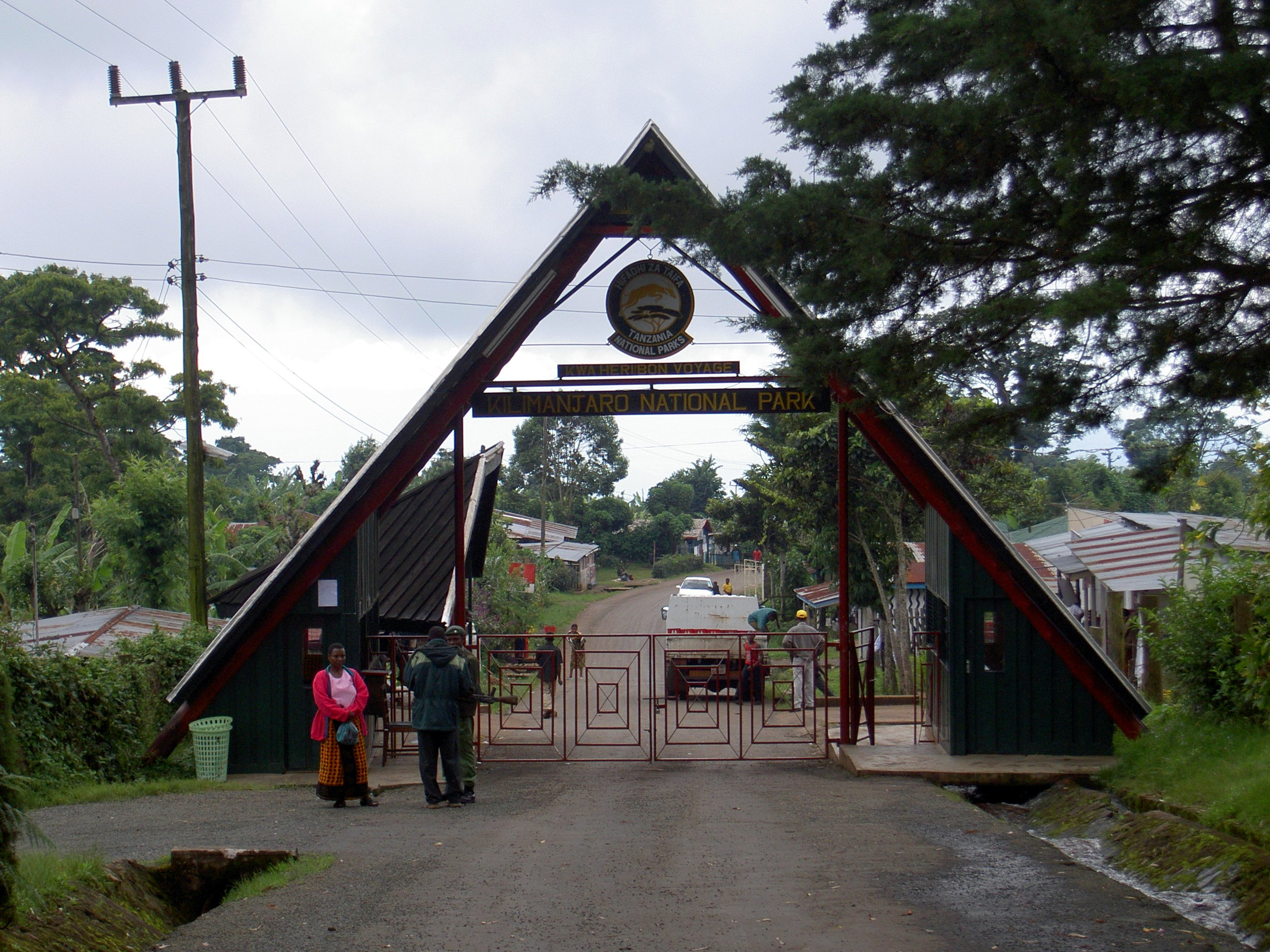
ورودی پارک ملی کلیمانجارو
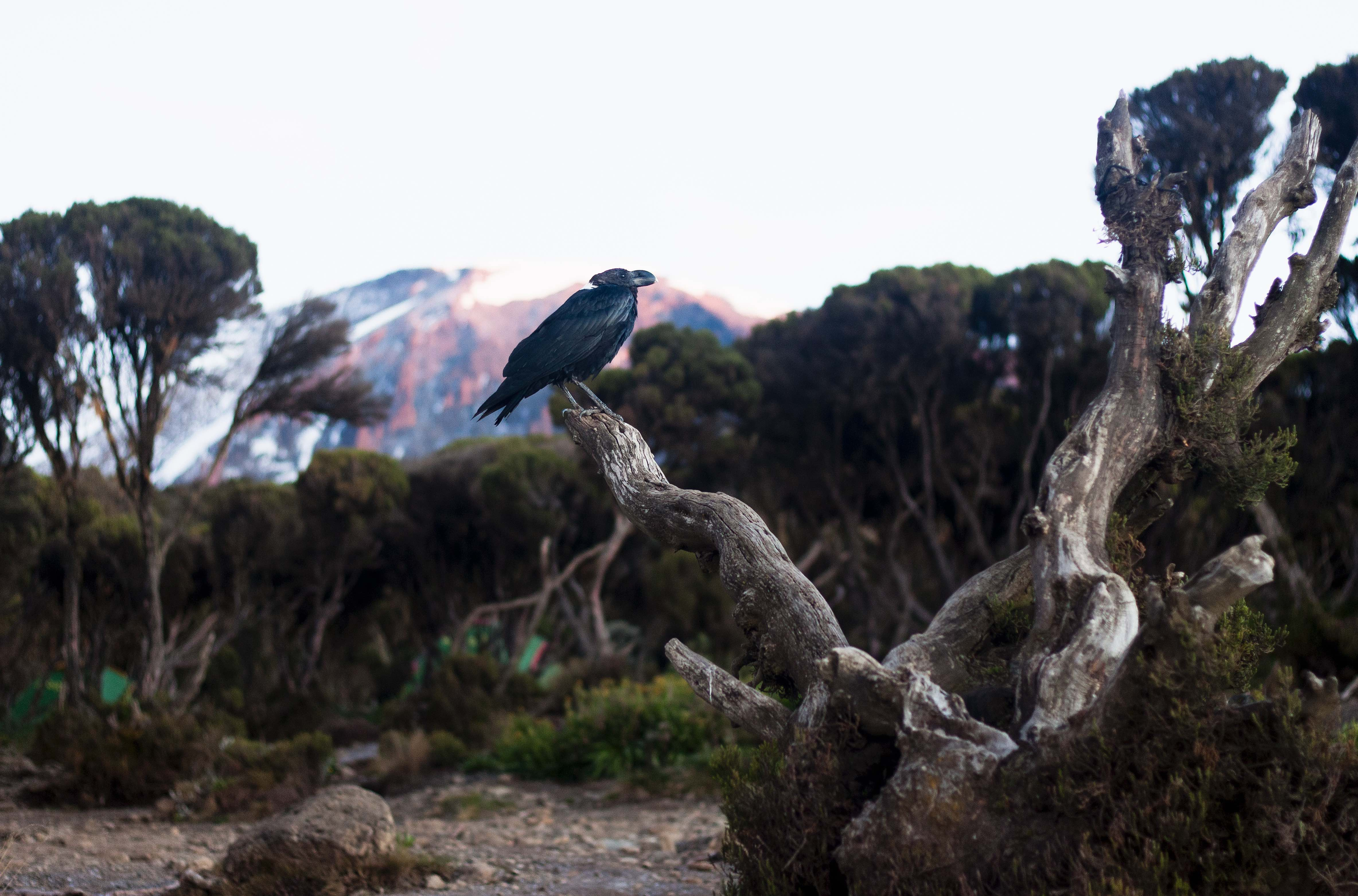
کلاغ گردن سفید در کلیمانجارو